# 브로드웨이

브로드웨이 표지.

브로드웨이(영어: Broadway)는 미국 뉴욕주 슬리피홀로에서 시작되어 뉴욕 맨해튼 남쪽 끝까지 이어지는 거리이며, 그 근처 지역을 뜻하는 지역명이다. 브로드웨이에서 제일 번화한 곳은 타임스 스퀘어와 그 부근 지역이다.

## 저명한 건물
- 2 브로드웨이
- 280 브로드웨이
- American Surety Building (100 브로드웨이)
- 안소니아 호텔 (2109 브로드웨이)
- 볼링 그린 펜스, 파크
- 볼링 그린 오피스 빌딩 (11 브로드웨이)
- 브릴 빌딩 (1619 브로드웨이)
- 코빈 빌딩 (196 브로드웨이)
- Cunard Building (25 브로드웨이)
- Dyckman House (4881 브로드웨이)
- 에퀴테이블 빌딩 (120 브로드웨이)
- 플랫아이언 빌딩
- Gilsey House (1200 브로드웨이)
- Gorham Manufacturing Company Building (889-91 브로드웨이)
- International Mercantile Marine Company Building (1 브로드웨이)
- 모건 스탠리 빌딩 (1585 브로드웨이)
- 원 타임스 스퀘어 (1475 브로드웨이)
- 파라마운트 빌딩 (1501 브로드웨이)
- 스탠더드 오일 빌딩 (26 브로드웨이)
- 트리니티 교회 (79 브로드웨이)
- 유니언 신학교 (3041 브로드웨이)
- 유나이티드 팰러스 (4140 브로드웨이)
- United States Lines-Panama Pacific Lines Building (1 브로드웨이)
- 윈터 가든 시어터 (1634 브로드웨이)
- 울워스 빌딩 (233 브로드웨이)

현재는 철거된 브로드웨이의 역사적 건물은 다음과 같다:
- Appleton Building
- Alexander Macomb House
- Barnum's American Museum
- 에퀴테이블 라이프 빌딩
- Grand Central Hotel (673 브로드웨이)
- Mechanics' Hall
- 싱어 빌딩 (리버티 스트리트, 브로드웨이)
- St. Nicholas Hotel

## 같이 보기
- 오프브로드웨이
- 브로드웨이 연극